# Ommatius tumulatus
Ommatius tumulatus là một loài ruồi trong họ Asilidae. Ommatius tumulatus được Oldroyd miêu tả năm 1960. Loài này phân bố ở vùng nhiệt đới châu Phi.